# Ellen Roosevelt
Ellen Crosby Roosevelt (New York, 20 agosto 1868 – Hyde Park, 26 settembre 1954) è stata una tennista statunitense.

## Carriera
Ha vinto gli U.S. National Championships in singolare, in doppio e in doppio misto.
È entrata a far parte della International Tennis Hall of Fame nel 1975.

## Finali del Grande Slam

### Singolare

#### Vinte (1)
| Anno | Torneo             | Avversario in finale | Risultato |
| 1890 | U.S. Championships | Bertha Townsend      | 6-2, 6-2  |

#### Perse (1)
| Anno | Torneo             | Avversario in finale | Risultato          |
| 1891 | U.S. Championships | Mabel Cahill         | 4-6, 1-6, 6-4, 3-6 |